# Georges Fournier
Georges Fournier, francoski astronom, * 12. november 1881, Rouvray, Côte-d'Or, Francija, † 1. december 1954.
Fournier je zelo podrobno opazoval planet Mars. Leta 1909 je na planetu odkril oblake. Med opazovanjem Merkurja med letoma 1924 in 1929 je bil edini izkušeni opazovalec, ki je dvomil v njegovo izpeljano vrtilno dobo (58 d 15,5 h). Kasneje se je leta 1965 izkazalo, da se je motil.
Po njem so imenovali krater Fournier na Marsu.